# Safranar

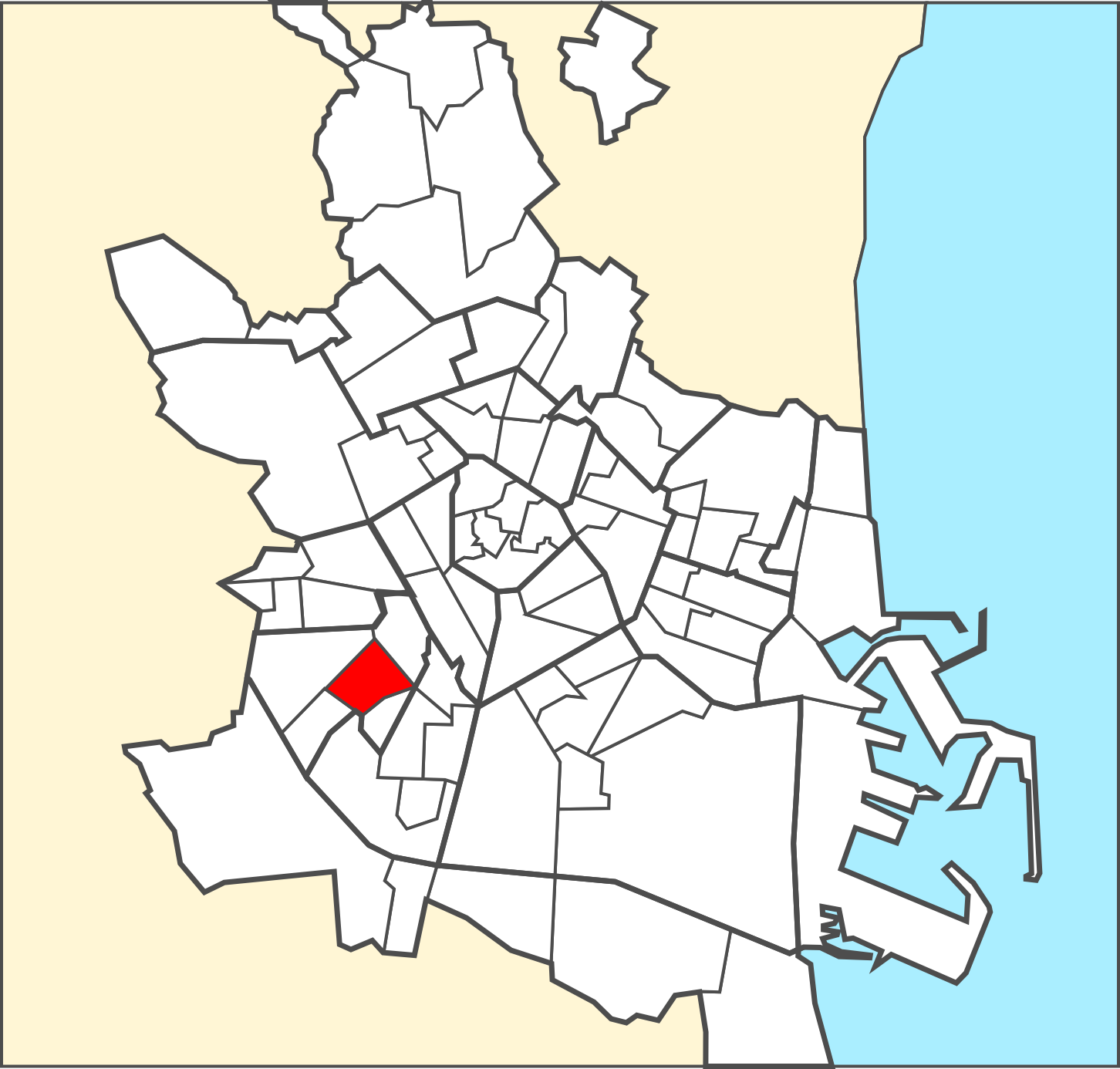
Situación del barrio de Safranar en el municipio de Valencia.

Safranar (en español Campo de azafrán) es un barrio de la ciudad de Valencia (España), perteneciente al distrito de Patraix. Está situado al suroeste de la ciudad y limita al norte con Vara de Quart, al este con Patraix, al sur con Favara y Camino Real y al oeste con San Isidro. Su población en 2022 era de 9.553 habitantes.